# Suïssa sota l'antiga Roma
Els territoris que avui en dia formen Suïssa foren part de la República Romana i l'Imperi Romà durant uns sis segles, des de la conquesta gradual de la regió pels exèrcits romans a partir del segle ii aC fins al declivi de l'Imperi Romà d'Occident al segle v.
Les tribus d'aquestes terres, majoritàriament celtes, foren subjugades en una sèrie de campanyes romanes que tenien com a objectiu el control de les rutes estratègiques que anaven des d'Itàlia fins a la Gàl·lia, passant pels Alps i el Rin. El punt d'inflexió fou la derrota de la tribu més important, els helvecis, per Juli Cèsar el 55 aC, en el transcurs de la Guerra de les Gàl·lies. Durant la Pax Romana, la regió fou integrada sense problemes en el puixant imperi i al segle ii la seva població ja havia estat assimilada en la cultura gal·loromana, gràcies als esforços romans per implicar l'aristocràcia indígena en el govern local, construir una xarxa de carreteres que connectaven les noves ciutats colonials i dividir el territori entre diverses províncies romanes.
El retrocés de la civilització romana en aquesta part d'Europa es remunta a la crisi del segle iii, quan es convertí de nou en un territori fronterer. El domini romà es començà a afeblir després del 401, però no s'esvaí fins a mitjans del segle v, quan els pobles germànics començaren a ocupar la regió.

## Abans de la conquesta romana
Juli Cèsar era conscient que l'altiplà suís, delimitat pels Alps al sud i l'est, el Llac Léman i el Roine a l'oest i el Rin al nord, formava un tot indissociable.
La cultura de la Tène havia dominat aquestes terres des del segle v aC. La majoria dels habitants eren gals (celtes), entre els quals els helvecis eren els més nombrosos. Altres tribus gales eren els ràuracs, del nord-oest de Suïssa, al voltant de Basilea, i els al·lòbroges, del voltant de Ginebra. Al sud de l'altiplà suís hi havia els nantuates, seduns i veragres al Valais i els leponcis a Ticino, mentre que els recis controlaven els Grisons i bona part de la contrada.

## Conquesta romana

### Contactes inicials
El primer dels territoris de l'actual Suïssa a ser incorporat a la República Romana fou el sud de Ticino, annexat després de la victòria romana sobre els insubres del 222 aC. Les terres dels al·lòbroges al voltant de Ginebra caigueren sota el domini romà el 121 aC i foren integrades en la província de la Gàl·lia Narbonesa abans de la Guerra de les Gàl·lies (58–51 aC).